# Susino sanacore
Il susino sanacore, in siciliano u prunu ri Murriali (la prugna di Monreale), è un albero di susino appartenente alla famiglia delle Rosaceae ed è una coltivazione tipica siciliana. I frutti del susino sanacore rientrano nell'elenco dei prodotti agroalimentari tradizionali (PAT) stilato dal ministero delle politiche agricole e forestali (Mipaaf). Il frutto è chiamato anche susina Monreale e localmente sono commerciate sotto il nome di sanacore, talvolta sanacuore e anche prunodicuore.

## Storia
La coltivazione delle sanacore si è definitivamente affermata agli inizi del XX secolo a seguito delle opere di canalizzazione del fiume Oreto che hanno permesso l'irrigazione delle colline della Conca d'oro. Negli anni ottanta la coltivazione delle vere sanacore si stava estinguendo a seguito di politiche d'incentivo che favorivano la selezione di frutti più piacevoli alla vista e più resistenti ai parassiti e ai traumi del trasporto. Un pugno di produttori locali, con il successivo intervento di Slowfood e la nuova filosofia, accettata anche dal legislatore, di tutela del patrimonio agrotecnico, hanno permesso la rinascita di questa coltura.

## Caratteristiche
Il susino sanacore è coltivato nel parco del fiume Oreto nei comuni di Altofonte e di Monreale, occupando 40 ettari di coltura specializzata e 230 ettari in coltura promiscua con il limone, altri agrumi ed il nespolo. Il frutto ha un colore chiaro con riflessi verdognoli, infatti, è conosciuto anche come susina bianca di Monreale. Hanno un profumo intenso, il gusto è dolce, richiama frutta esotica, il retrogusto è leggero e sa di mandorla amara. Il frutto pesa in media intorno ai 30/35 grammi, mentre il nocciolo circa due grammi.

## Produzione
I frutti sono coltivati con una densità di circa 260 piante per ettaro. I frutti maturano in luglio e in settembre si effettua anche una seconda raccolta detta tardiva. Al momento della raccolta è prestata particolare attenzione alla patina che riveste la buccia che nelle sanacore è molto pronunciata e resistente.

## Utilizzi
I frutti sono consumati freschi e il loro maggior mercato è la città di Palermo. Le susine sanacore sono utilizzate anche per la preparazione di confetture.

## Promozione
Al susino di Monreale è dal 2012 dedicata una sagra che si tiene in agosto.